# 下間賴照
下間賴照（1516年—1575年）是日本戰國時代的武將。父親是下間賴清。別名是賴昭、述賴。官位是筑後守。通稱筑後法橋。
幼名是源次。法號是理乘。

## 出身
下間氏自親鸞時代開始就仕於本願寺，而賴照則屬於一族的傍流（『下間系圖』），不過被顯如派遣至越前國擔任一向一揆的總大將，根據『朝倉始末記』的記述和發出的文書中的內容，實質上是擔任越前的守護或守護代。

## 生平
前半生不詳，直到天正元年（1573）期間才有記錄。
天正元年（1573年），朝倉義景被織田信長攻滅，越前國變成織田家的勢力範圍。天正2年（1574年）1月，富田長繁在越前引誘民眾反抗桂田長俊而引發土一揆並把長俊殺死。不過長繁與一揆眾在不久後就開始敵對，一揆眾從加賀國邀請一向宗的七里賴周取代長繁成為自身的首領，長繁勢力被消滅。此後，在越前被平定後，賴照被顯如派遣成為一向一揆的總大將（『朝倉始末記』），越前在實質上成為本願寺的領地。
不過因為一揆的主力是當地勢力，而後卻成為從大坂派來的賴照和七里賴周等人的家臣而感到相當不滿，於是企圖引發叛亂（『朝倉始末記』）。天正2年（1574年）閏11月，以賴照為首的本願寺勢力將其鎮壓。
天正3年（1575年）夏天，織田軍力攻入越前。賴照在観音丸城佈防，並準備在木芽峠迎撃信長。8月15日，信長率領1萬5千士兵向越前發動總攻撃。此時沒有得到當地的一揆勢力很多幫助，受到織田軍的猛攻下，據點城池被攻陷，賴照從海路逃走（『朝倉始末記』），不過被真宗高田派的門徒發現，於是被殺死。